# Pepton
Pepton je obecně polypeptid (nebo také směs polypeptidů) vznikající parciální hydrolýzou proteinů pepsinem a kyselinou chlorovodíkovou (HCl) v žaludku. Peptony jsou dále v tenkém střevě štěpeny trypsinem a chymotrypsinem na kratší peptidy, které jsou dále degradovány působením karboxypeptidáz a aminopeptidáz až na jednotlivé aminokyseliny. Ty jdou vrátnicovou žílou do jater.